# Agnes Obel
Agnes Caroline Thaarup Obel (Gentofte, 28 ottobre 1980) è una cantautrice, compositrice e pianista danese.

## Biografia
Nata a Copenaghen, ha studiato presso l'Università di Roskilde, ma vive a Berlino. Impara a suonare il piano in giovane età. Sua madre suonava Chopin e Bartók al pianoforte. 
Il suo primo album Philharmonics, uscito il 4 ottobre 2010, è stato riconosciuto in Danimarca cinque volte disco di platino.
Inoltre l'artista si è aggiudicata il premio Radio'2 P3 Gold Award per la categoria "Talento", mentre il brano Riverside vince il Premio Robert come "miglior canzone originale" per il film Submarino di Thomas Vinterberg. In Italia il brano Riverside verrà scelto come colonna sonora iniziale per la serie televisiva "Io ti cercherò" nel 2020. Il disco ottiene un ottimo successo anche in Francia (disco di platino), Paesi Bassi (disco d'oro), Belgio (disco di platino) e in buona parte d'Europa. Agnes intraprende quindi un tour in cui suona con I Am Kloot e Jonsi; suona anche al Festival di Berlino, al SXSW negli Stati Uniti ed al Canadian Music Fest in Canada.
Nel febbraio 2011 la PIAS Recordings pubblica una versione deluxe di Philharmonics contenente cinque tracce aggiuntive.
Nel mese di novembre Agnes vince cinque premi ai Danish Music Awards.
Nell'aprile 2012 inizia a registrare il suo secondo disco a Berlino ed il 30 giugno seguente viene annunciata definitivamente l'uscita di Aventine. Il titolo del disco è un riferimento all'Aventino, uno dei colli di Roma. Anche questo lavoro ha avuto un ottimo successo in Danimarca (#1), Paesi Bassi (#5), Belgio (#1) e Francia (#2).
Nel 2016 a tre anni di distanza dall'ultimo lavoro in studio, la compositrice danese pubblica un nuovo album intitolato "Citizen of Glass" nel quale sperimenta nuovi suoni grazie all'introduzione di strumenti come Celesta, Trautonium, elettronica e ritmiche più consistenti, che accompagnano pianoforte e sezione d'archi. L'album viene accolto positivamente dalla critica e viene presentato con un tour in tutta Europa. Inoltre, un suo brano Familiar, tratto dall'album Citizen of Glass, diventa la colonna sonora della serie TV Cardinal, ed è anche inserito nella colonna sonora della serie TV tedesca Dark.

## Influenze
Agnes Obel è influenzata da artisti come Roy Orbison, Joni Mitchell e PJ Harvey, oltre che dai grandi compositori francesi quali Claude Debussy, Maurice Ravel ed Erik Satie.

## Vita privata
Dal 2006 vive a Berlino col compagno, il fotografo Alex Brüel Flagstad.

## Discografia

### Album studio
- 2010 - Philharmonics
- 2013 - Aventine
- 2016 - Citizen of Glass
- 2020 - Myopia

### EP
- 2011 - iTunes Live à Paris
- 2013 - iTunes Festival: London 2013

### Singoli
- 2010 - Riverside
- 2010 - Just So
- 2011 - Brother Sparrow
- 2013 - The Curse
- 2013 - Fuel to Fire
- 2013 - Aventine
- 2014 - Dorian
- 2016 - Familiar
- 2016 - It's Happening Again
- 2017 - Golden Green
- 2017 - Stretch your Eyes
- 2019 - Island of Doom
- 2019 - Parliament of Owls
- 2020 - Broken Sleep
- 2020 - Camera's Rolling